# True Women
True Women (bra: Prova de Fogo; prt: Mulheres, Amor e Guerra) é um telefilme estadunidense de 1997, dos gêneros drama, ficção histórica, faroeste e romance, dirigido por Karen Arthur, baseado no romance homônimo de Janice Woods Windle.

## Sinopse
Produzido para a TV. O filme narra a lendária saga da colonização da fronteira norte-americana pelos olhos de três incríveis mulheres: Georgia (Angelina Jolie), Sarah (Dana Delany) e Euphemia (Annabeth Gish). Em uma trama de amor, guerra e privações, elas constroem suas casas na fronteira, abrem negócios, enfrentam índios hostis e soldados yankees refugiados. Têm de lidar com secas, inundações e lutam por suas vidas e terras, durante as cinco décadas que moldaram o oeste dos Estados Unidos - da Revolução do Texas à reconstrução pós-Guerra Civil -, sem esquecer da amizade que as une.

## Elenco
| Ator/Atriz         | Personagem                    |
| ------------------ | ----------------------------- |
| Dana Delany        | Sarah McClure                 |
| Angelina Jolie     | Georgia Virginia Lawshe Woods |
| Annabeth Gish      | Euphemia Ashby                |
| Tina Majorino      | Euphemia Ashby (jovem)        |
| Rachael Leigh Cook | Georgia Lawshe (jovem)        |
| Michael York       | Lewis Lawshe                  |
| Jeffrey Nordling   | Dr. Peter Woods               |
| Salli Richardson   | Martha                        |
| Tony Todd          | Ed Tom                        |
| Julie Carmen       | Cherokee Lawshe               |
| Hilary Duff        | Stacy                         |